# Mordecai Ezekiel
Mordecai Joseph Brill Ezekiel (Richmond, Virginia, 10 de mayo de 1899 - Washington D. C. 31 de octubre de 1974) fue un economista estadounidense especialista en temas agrarios, que trabajó como alto funcionario del gobierno de su país y de las Naciones Unidas durante décadas. Era hijo de Jacob y Rachel Brill Ezekiel. Se casó con Lucille Finsterwald con quien tuvo tres hijos David, Jonathan y Margot.

## Educación
En 1918 recibió la licenciatura en Ciencias Agrícolas en el Universidad de Maryland. En 1923 obtuvo la Maestría en Ciencias en la Universidad de Minnesota. En 1926 recibió el Doctorado en Economía y Gobierno de la Institución Brookings. 

## Desempeño profesional
Junto con G.C. Hass estudió en 1926 la relación de los ciclos de precio del maíz y los cerdos. Fue beneficiario de la Beca Guggenheim entre septiembre de 1930 y septiembre de 1931, tiempo que aprovechó para viajar para profundizar sus investigaciones sobre la economía agraria.
Laboró el la Oficina Agrícola Federal. Llegó a ser muy conocido tras formular los detalles de la que llegó a ser la Administración del Ajuste Agrícola. Participó en la redacción del proyecto de Ley de Ajuste Agrario. Después de las elecciones de noviembre de 1932, se reunió con el presidente electo Franklin Roosevelt, Rexford Tugwell, M. L. Wilson, y Henry Morgenthau, Jr. para discutir la política agropecuaria del nuevo gobierno. Se convirtió desde 1933 en asesor económico de la Secretaría de Agricultura de los Estados Unidos.
En 1938 formuló el teorema de la telaraña, base teórica de los modelos econométricos.
Hizo parte en 1944 de la Comisión Interina de las Naciones Unidas para la Alimentación y la Agricultura que en 1945 estableció la Organización para la Alimentación y la Agricultura (FAO), de la cual fue uno de los primeros integrantes. Formó parte de las misiones de la FAO en Grecia y Polonia en 1945. Entre 1947 y 1962 desempeñó diversos cargos en la FAO: analista económico, director de la división de Economía, jefe del departamento económico y asistente especial del director general. Entre 1962 y 1967 fue el jefe de la División para las naciones Unidas de la USAID.